# Скалки (пам'ятка природи)
Скалки — комплексна пам'ятка природи місцевого значення. Об'єкт розташований на схід від центу села Бистриця, що в Надвірнянському району, Івано-Франківської області. Перебуває у віданні Довжинецького лісництва, квартал 1, виділи 20, 23.
Площа — 2,6000 га, статус отриманий у 1972 році.